# Grigorij Falko
Grigorij Falko (ur. 9 maja 1987) – rosyjski pływak, mistrz Europy w wyścigu na 200 m stylem klasycznym.

## Sukcesy

### Mistrzostwa Europy
- 2008 Eindhoven –  (200 m klasycznym)
- 2008 Eindhoven –  (sztafeta 4 × 100 m zmiennym)

### Mistrzostwa Europy (basen 25 m)
- 2007 Debreczyn –  (100 m klasycznym)[1]